# Ducado de Amalfi

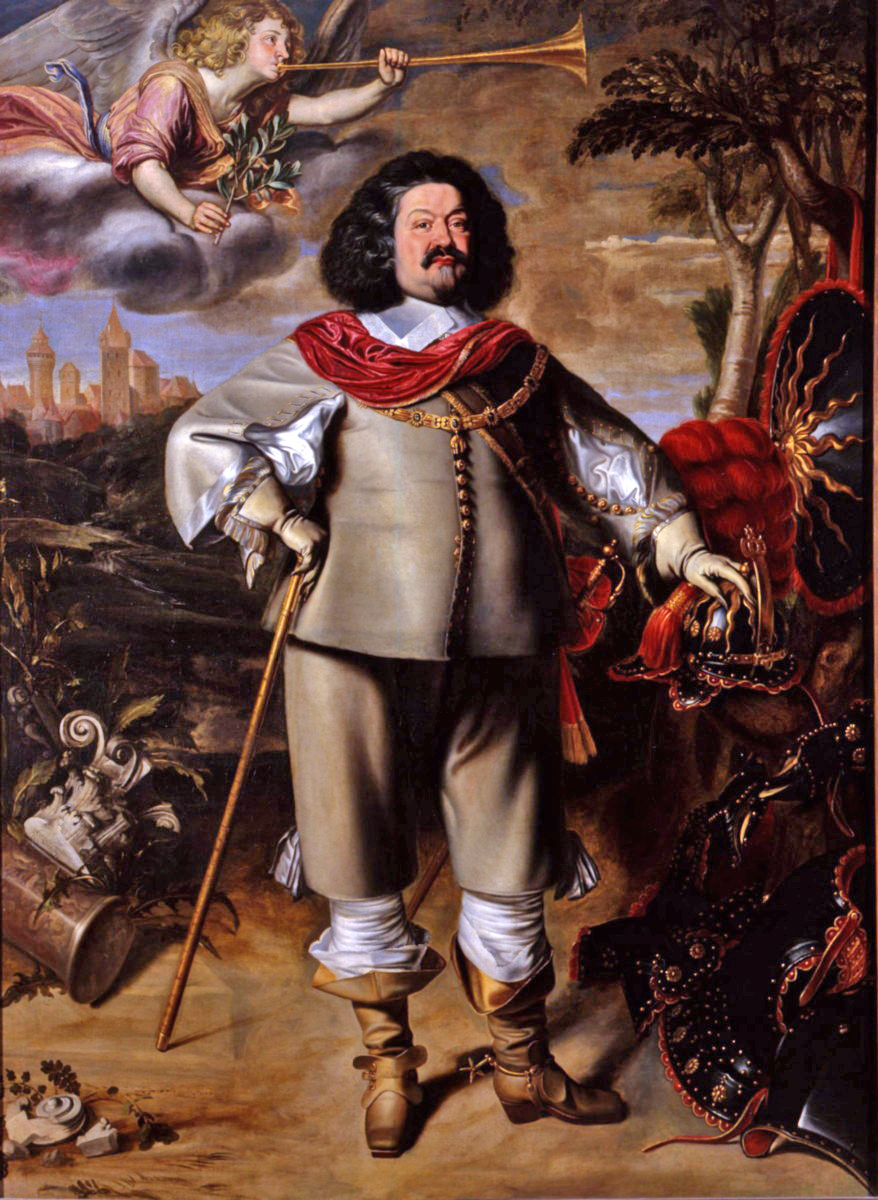
Octavio Piccolomini, i duque de Amalfi.

El ducado de Amalfi es un título nobiliario español, con Grandeza de España, otorgado por el rey Felipe IV a Octavio Piccolomini de Aragón el 13 de noviembre de 1642, desde Nápoles. Su denominación hace referencia a la ciudad de Amalfi, en la región de Campania, Italia, por entonces república libre.

## Antecedentes históricos

El ducado de Amalfi en la Italia del año 1000.

Amalfi, como ciudad libre de la Campania italiana, conoció durante siglos el esplendor que le proporcionaba su flota mercante, que rivalizaba con Génova y Venecia, hasta que cayó en poder del Imperio Bizantino. 
Fue en el año 958, cuando Sergio I, hijo de Mastulo I, fue elegido i duca soberano d'Amalfi, cortando así los lazos de vasallaje con Bizancio. De esta manera se proclamó, de hecho, la independencia de lo que años después sería la República amalfitana.
En el año 1039, Amalfi se convirtió en feudo del príncipe lombardo Guaimario IV de Salerno.
Posteriormente, como toda la Campania, formó parte de las posesiones que en el sur de Italia tenían los reyes Habsburgo de España, primero en el Reino de Nápoles y después en el Reino de las Dos Sicilias.
Antes de la concesión del ducado a Ottavio Piccolomini, por parte de Felipe IV en 1642, el título ya había sido creado por Fernando el Católico el 30 de agosto de 1516, en favor de Alfonso Picolomini de Aragón.

## Duques de Amalfi
|                                 | Titular                            | Periodo                |
| Creación por Felipe IV          | Creación por Felipe IV             | Creación por Felipe IV |
| ------------------------------- | ---------------------------------- | ---------------------- |
| i                               | Octavio Piccolomini de Aragón      | 1642-1656              |
| Rehabilitación por Alfonso XIII |                                    |                        |
| ii                              | Fulgencio Fuster y Fontes          | 1902-1912              |
| iii                             | Antonio de Zayas y Beaumont        | 1912-1945              |
| iv                              | Luis Moreno y Zayas                | 1945-1959              |
| v                               | María del Carmen Cotoner y Cotoner | 1959-1995              |
| vi                              | Íñigo Seoane y Cotoner             | 1996-2003              |
| vii                             | Íñigo Seoane y García              | 2004-actualidad        |

## Historia de los duques de Amalfi
- Octavio Piccolomini, i duque de Amalfi, príncipe del Sacro Imperio Romano Germánico, general de los Ejércitos Imperiales, capitán general de Cataluña, caballero de la Orden del Toisón de Oro.[1]

- Fulgencio Fuster y Fontes, ii duque de Amalfi (por rehabilitación en 1902), vi conde de Roche.

Por sentencia judicial y previa cesión de los derechos de Emilio de Zayas-Fernández de Córdoba y Trujillo, iv marqués de Cavaselice, sucedió el hijo que este había tenido con María Consuelo de Beaumont y Sa del Rey.
- Antonio de Zayas-Fernández de Córdoba y Beaumont (1871-1945), iii duque de Amalfi.[3]

Casó con Rosa María de Lemaur y Santa Cruz; al no tener descendientes, le sucedió su sobrino (hijo de su hermana Luisa de Zayas y Beaumont y de José Salvador Moreno y Agrela):
- Luis Moreno y de Zayas, iv duque de Amalfi.

Casó con Elena Bruso-Blanco y Olariaga. Por sentencia judicial, en 1959, pasó el título a:
- María del Carmen Cotoner y Cotoner (1912-1995), v duquesa de Amalfi, x marquesa de Orellana la Vieja.[4]

Casó con Pedro Seoane y Diana. Le sucedió su hijo:
- Íñigo Seoane y Cotoner (1932-2003), vi duque de Amalfi, xi marqués de Orellana la Vieja.[5]

Casó con Amalia García y Alonso. Le sucedió su hijo:
- Íñigo Seoane y García, vii duque de Amalfi. El 2 de abril de 2004 apareció publicada en el Boletín Oficial Español su solicitud, datada el 11 de marzo, para suceder en el título.[6] El 7 de junio de ese año, finalmente, se convirtió en duque de Amalfi, anuncio publicado en el B.O.E el 28 de junio.[7]